# Hőségriasztás
A hőségriasztás a meteorológiai szolgálatok, illetve az illetékes katasztrófavédelmi igazgatóságok, hatóságok által kiadott figyelmeztetés, amely az átlagosnál magasabb hőmérsékleti értékek, illetve a nappali középhőmérsékleteknek a szokottnál magasabb várható értékei miatt adnak ki. Magyarországon az Országos Környezetegészségügyi Intézet és az Országos Tisztifőorvosi Hivatal 2005-ben vezette be a hőségriasztást, amely a meteorológiai figyelmeztetési és előrejelző-rendszer része. A hőségriasztás hőmérsékleti értékei országonként eltérhetnek egymástól.

## A hőségriasztás fokozatai
- 1. fokozat (Tájékoztatási fokozat): Elrendelésének feltétele, hogy a napi középhőmérséklet az előrejelzés alapján legalább egy napig meghaladja a 25 °C-ot. Első fokozatú hőségriasztás esetén az ÁNTSZ saját információkat küld szét megyei szervezeteinek. A helyi és regionális önkormányzatok ez esetben tájékoztathatják a lakosságot a várható időjárásról saját médiacsatornáikon keresztül.
- 2. fokozat (1. fokú riasztás): Elrendelésének feltétele, hogy a napi középhőmérséklet legalább három egymás után következő napon át meghaladja a 25 °C-ot. Második fokozatú hőségriasztás esetén az ÁNTSZ értesíti az egészségügyi intézményeket, mentőszolgálatokat, háziorvosokat illetve a helyi önkormányzatokat a hőségriasztás mértékéről és időtartamáról. Ezután már az önkormányzatok feladatai  közé tartozik a lakosság figyelmeztetése, illetve a hőséggel kapcsolatos ártalmak elleni védekezés előkészítése.
- 3. fokozat (2. fokú riasztás): Feltétele, hogy a napi középhőmérséklet legalább három egymást követő napon keresztül meghaladja a 27 °C-ot. Ekkor a második fokozatú hőségriasztásnál elvégzendő feladatokon túl tájékoztatni kell a lakosságot a médián keresztül a várható időjárási szélsőségről, illetve a hőártalmak megelőzésének lehetséges módjairól.[1][2]